# طماطم معدلة وراثيا

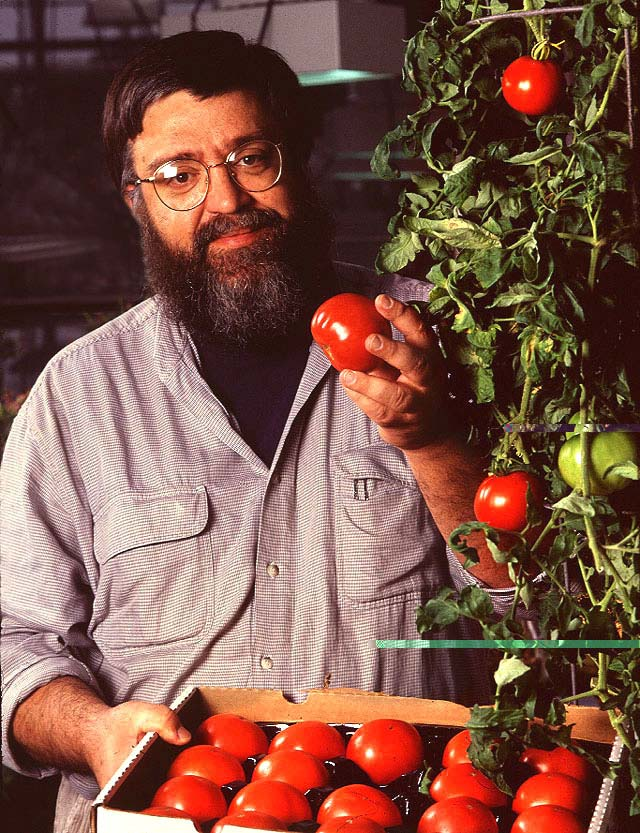
عالم فيزيولوجيا النبات أثاناسيوس ثيولوجيز مع الطماطم المعدلة وراثيا، والتي تحتوي على جين 1-أمينو سيكلوبروبان-1-كربوكسالات سينثاز

الطماطم المعدلة وراثيًا هي الطماطم التي تمت هندستها وراثيًا باستخدام التقنيات الحيوية بهدف إكسابها خواص مقاومة للبكتيريا أو الفطريات أو مبيدات الأعشاب أو بهدف زيادة الإنتاجية. كانت أول تجربة لغذاء معدل وراثيًا هي طماطم الفلافر سافر التي تمت هندستها لتكون ذات صلاحية أطول، والتي عُرضت في الأسواق لفترة وجيزة في 21 مايو 1994. حصلت الطماطم المعدلة وراثيا على الموافقة بالإدخال إلى الأسواق للاستهلاك المباشر في اليابان في عام 2021.
كان الهدف الأساسي هو تطوير طماطم بسمات جديدة مثل المقاومة المتزايدة للآفات أو الظروف البيئية، كما سعت بعض المشاريع الأخرى إلى إثراء الطماطم بمواد قد تقدم فوائد صحية أو تكون مغذية أكثر. وينتج العلماء الطماطم المعدلة وراثيًا لفهم وظيفة الجينات الموجودة بشكل طبيعي في الطماطم بالإضافة إلى إنتاج محاصيل جديدة.
كانت الطماطم البرية في الأصل صغيرة الحجم وخضراء وغير فاتحة للشهية إلى حد كبير، ولكن بعد قرون من التكاثر يوجد الآن الآلاف من السلالات المزروعة في جميع أنحاء العالم. طورت تقنيات الهندسة الوراثية طرقًا للاستفادة من استخدام البكتيريا الأجرعية في أواخر الثمانينيات من القرن العشرين، والتي يمكن أن تنقل المواد الجينية بنجاح إلى الجينوم النووي للطماطم. يمكن أيضًا إدخال المواد الجينية في البلاستيدات الخضراء وخلايا البلاستيدات الملونة في خلية الطماطم باستخدام المدفع الجيني. كانت الطماطم أول محصول غذائي يحتوي على فاكهة صالحة للأكل.

## الأمثلة

### تأخير النضج
استُخدمت الطماطم ككائن نموذجي لدراسة نضج الثمار في سن الذروة، وقام العلماء بهندسة الطماطم وراثيًا لفهم الآليات التي تنطوي عليها عملية النضج.
أصبحت سلالة الطماطم المعدلة وراثيًا المعروفة باسم طماطم فلافر سافر في عام 1994 أول غذاء مُعدَّل وراثيًا تتم زراعته تجاريًا ويُمنح ترخيصًا للاستهلاك البشري. ثم أدخلت نسخة ثانية من جين الطماطم المسؤول عن إنزيم البوليغالاكتوروناز في جينوم الطماطم في الاتجاه العكسي. يحلل إنزيم البوليغالاكتوروناز البكتين، وهو أحد مكونات جدار خلية الطماطم، مما يتسبب في تليين الفاكهة. وعندما يتم التعبير عن الجين في الاتجاه العكسي فإنه يتداخل مع إنتاج إنزيم البوليغالاكتوروناز مما يؤخر عملية النضج. فشلت طماطم الفلافر سافر المعدلة وراثيًا في تحقيق النجاح التجاري وسُحبت من الأسواق في عام 1997. ثم استُخدمت بعد ذلك تقنية مماثلة، ولكن باستخدام نسخة مبتورة من جين البوليغالاكتوروناز لصنع معجون الطماطم.
قامت كل من شركة دي إن إيه لتقنية النبات، وشركة أغريتوب، وشركة مونسانتو بتطوير طماطم معدلة وراثيًا متأخرة النضوج عن طريق منع إنتاج الإيثيلين، وهو هرمون يؤدي إلى نضج الفاكهة. تمنع سلالات الطماطم المعدلة وراثيًا التي طورتها الشركات الثلاث إنتاج الإيثيلين عن طريق تقليل كمية حمض 1-أمينوسيكلوبروبان-1-كربوكسيليك، والذي يُعتبر مركبًا طليعيًا في إنتاج الإيثيلين. أدخلت طماطم شركة دي إن إيه لتقنية النبات، والتي سُميت إندليس سامر، نسخة مبتورة من جين تخليق حمض 1-أمينوسيكلوبروبان-1-كربوكسيليك في الطماطم التي تداخلت مع النماء الباطني لحمض 1-أمينوسيكلوبروبان-1-كربوكسيليك. بينما صُمّمت طماطم مونسانتو باستخدام جين دياميناز حمض 1-أمينوسيكلوبروبان-1-كربوكسيليك المأحوذ من بكتيريا التربة التي خفضت مستويات الإيثيلين عن طريق تحطيم حمض 1-أمينوسيكلوبروبان-1-كربوكسيليك. وأدخلت شركة أغريتوب الجين المشفر إس-أدينوسيلميثيونين هيدرولاز المشتق من بكتريا العصيات القولونية العاثية تي3، والتي خفضت مستويات إس-أدينوسيلميثيونين، والتي تُعتبر مركب طليعي في إنتاج حمض 1-أمينوسيكلوبروبان-1-كربوكسيليك. اختُبرت طماطم إندليس سامر المعدلة وراثيًا لفترة وجيزة في السوق، لكن الأمور المتعلقة ببراءات الاختراع أدت بعد ذلك إلى سحبها من الأسواق.
قام العلماء في الهند بتأخير نضج الطماطم عن طريق إسكات جينين يشفران إنزيمات معدلة للبروتين السكري، وهما الجين ألفا-مانوسيداز، وجين بيتا دي إن-أسيتيل الهكسوسامنداز، فكانت النتيجة أن الثمار المنتجة لم تتلف بشكل واضح بعد تخزينها في درجة حرارة الغرفة لمدة 45 يومًا، في حين أن الطماطم غير المعدلة وراثيًا قد تعفنت. يُهدر في الهند ما يصل إلى 30٪ من الفاكهة قبل وصولها إلى السوق بسبب نقص التبريد والبنية التحتية السيئة للطرق، لذا يأمل الباحثون أن تقلل الهندسة الوراثية للطماطم من حجم الفاقد.

### تحمل الإجهاد البيئي
تُعتبر الضغوط اللاحيوية مثل الصقيع والجفاف وزيادة الملوحة عاملاً مقيدًا لنمو الطماطم، لذا اتجه العلماء للبحث في الأساليب المعدلة وراثيًا على الرغم من عدم وجود أية نباتات معدلة وراثيًا بحيث تتحمل الإجهاد البيئي في الأسواق حتى الآن. وبالفعل طور الباحثون طماطم مبكرة تحتوي على جين مضاد للتجمد مأخوذ من السمك المفلطح الشتوي بهدف زيادة تحمل الطماطم للصقيع، والتي أصبحت رمزًا في السنوات الأولى من الجدل حول الأغذية المعدلة وراثيًا، خاصة فيما يتعلق بالأغذية المتصورة كمعضلة أخلاقية للجمع بين الجينات من الأنواع المختلفة. واكتسبت هذه الطماطم لقب طماطم السمك. كان البروتين المضاد للتجمد يعمل على منع إعادة تبلور الجليد في دم السمك المفلطح الشتوي، ولكن لم يكن له أي تأثير عند التعبير عنه في التبغ المعدل وراثيا. لم تُسوق الطماطم المعدلة وراثيًا باستخدام جين السمك المفلطح مطلقًا، ربما بسبب عدم إظهار النبات المعدل وراثيًا بشكل لتحمل الصقيع أو الخصائص الزراعية الأخرى بشكل جيد. كان هناك أيضًا كائن آخر فشل في تحمل البرد وهو بكتيريا الإشريكية القولونية المعدلة وراثيا، بينما نجح باحثون أخرون في إنتاج التبغ الذائع المعدل وراثيًا، والذي يتحمل البرد عن طريق إدخال إنزيمات مختلفة في البلاستيدات، والتي لوحظ بالفعل أنها كانت أكثر نشاطًا تحت الضغط البارد في الكائن المتبرع. لذا افترض بروغمان وزملاؤه في عام 1999 أن الأمر نفسه ينطبق على نقل إنزيم إختزال الغلوتاثيون المأخوذ من بكتيريا العصويات القولونية إلى البلاستيدات الخضراء. لقد بالغ العلماء في التعبير عن الموارد الوراثية المتبرع بها وكان هذا مكملاً للموارد الوراثية الذاتية، فلم يحصلوا في النهاية على أي تحسّن في تحمل البرودة على الرغم من زيادة نشاط إنزيم اختزال الغلوتاثيون الإجمالي.
أُدخل جينات أخرى أيضًا من أنواع مختلفة في الطماطم على أمل زيادة مقاومتها للعوامل البيئية المختلفة. حيث أُدخل في الطماطم جين مأخوذ من نبات الأرز، والذي يرمز إلى عامل النسخ وثبت أنه يزيد من تحمل البرد والجفاف في نباتات رشاد أذن الفأر المعدلة وراثيًا. أدى ذلك إلى زيادة تحمل الجفاف، ولكن لم يظهر أن له أي تأثير على تحمل البرد.
يؤدي الإفراط في التعبير عن مضاد الفجوة العصارية Na+/H+ في نبات رشاد أذن الفأر إلى تراكم الملح في أوراق النباتات، ولكن ليس في الفاكهة، ويسمح لها بالنمو في المحاليل الملحية أكثر من النباتات البرية. أنتجت الجينات التناضحية للتبغ التي عُبر عنها بشكل مفرط في الطماطم نباتات تحتوي على محتوى مائي أعلى من نباتات الأنواع البرية مما يزيد من قدرتها على تحمل الجفاف وإجهاد الملح.

### مقاومة الآفات
أُدخل السم المبيد للحشرات المأخوذ من البكتيريا العصوية التورنجية في نبات الطماطم المعدل وراثيًا. وأظهر هذا المنتج عندما اختبر ميدانيًا مقاومة لعدد من الآفات كان من بينها دودة التبغ (المندوكة السداسية)، ودودة فاكهة الطماطم، ودودة الطماطم الدبوسية، وثقاب فاكهة الطماطم. لم تُسوق هذه السلالة المعدلة وراثيًا من الطماطم باستخدام البكتيريا التورنجية على الرغم من أن تجربة التغذية التي أجريت على الفئران واستمرت لمدة 91 يومًا لم تُظهر أية تأثيرات ضارة.
طُورت طماطم معدلة وراثيًا بحيث تكون مقاومة للديدان الأسطوانية (النيماتودا) التي تصيب عقدة الجذر عن طريق إدخال جين مثبط لبروتين السيستين مأخوذ من نبات القلقاس. كما أُدخل جين السيكروبين ب المخلق كيميائيًا، والذي يوجد عادةً في عثة الحرير العملاقة في نباتات الطماطم، وأظهرت الدراسات التي أجريت في الجسم الحي مقاومة كبيرة للذبول البكتيري، والبقع البكتيرية. تكون الفاكهة أقل عرضة للفطر العفن الرمادي من الطماطم العادية عند منع إنتاج بروتينات البوليغالاكتوروناز والإكسبانسين في الجدار الخلوي الفاكهة. ويمكن أن تقلل الطماطم المقاومة للآفات من البصمة البيئية لإنتاج الطماطم بينما تزيد في نفس الوقت من عائدات المزرعة.

### تحسين القيمة الغذائية
كانت هناك العديد من المحاولات لإدخال تعديلات وراثية على الطماطم بهدف إضافة محتوى غذائي لها. ففي عام 2000 تمت زيادة تركيز برو فيتامين أ عن طريق إضافة جين بكتيري يمنع التعبير الجيني لنازع تشبع الفيتوين، على الرغم من أن الكمية الإجمالية من الكاروتينات ظلت متساوية. اعترف الباحثون في ذلك الوقت أن هذه السلالة المعدلة وراثيًا ليس لديها أي احتمال للنمو تجاريًا في ظل المناخ العام المضاد للكائنات المعدلة وراثيًا. كما صرحت سو ماير أحد باحثي معهد أبحاث جينووتش للهندسة الوراثية لصحيفة الإنديبندنت إنها تعتقد أنه إذا قام العلماء بتغيير الكيمياء الحيوية الأساسية، فمن الممكن أيضًا تغيير مستويات العناصر الغذائية الأخرى المهمة جدًا للصحة.
ابتكر العلماء في الآونة الأخيرة الطماطم الزرقاء التي زادت من إنتاج الأنثوسيانين، وهو أحد مضادات الأكسدة في الطماطم بعدة طرق، حيث أضافت إحدى المجموعات عامل نسخ لإنتاج الأنثوسيانين مأخوذ من نبات رشاد اذن الفأر، بينما استخدمت مجموعة أخرى عوامل النسخ المأخوذة من نبات زهرة الخطم. وعندما استخدمت الجينات المأخوذة من نبات زهرة الخطم، كانت الثمار تحتوي على تركيزات من الأنثوسيانين مماثلة لتلك الموجودة في ثمار التوت الأسود والتوت الأزرق. أسس جوناثان جونز وكاثي مارتن من مركز جون إينيس، وهما مخترعا الطماطم الزرقاء المعدلة وراثيًا باستخدام الجينات المأخوذة من نبات زهرة الخطم، شركة تسمى نورفولك بلانت ساينس لتسويق الطماطم الزرقاء. ودخلوا في شراكة مع شركة نيو إنرجي فارمز في كندا لزراعة محصول كبير من الطماطم الزرقاء، والتي يمكن من خلالها إنشاء مواد مستخلصة للاختبار في التجارب السريرية في سبيل الحصول على الموافقة التنظيمية بإدخال منتجهم إلى الأسواق.
حاولت مجموعة أخرى من الباحثين زيادة مستويات الايسوفلافون المعروف بخصائصه الوقائية المحتملة من السرطان عن طريق إدخال سينثاز فول الصويا في الطماطم. كما أصدرت شركة ساناتك سيد اليابانية في عام 2021 مجموعة طماطم معدلة وراثيًا عُرفت باسم طماطم صقلية الحمراء عالية حمض الغاما-أمينوبيوتيريك، والتي تميزت بزيادة في مستويات حمض الغاما-أمينوبيوتيريك في محتواها.

### تحسين الطعم
أختبر التعبير عن جين الجيرانيول المأخوذ من ريحان الليمون في ثمار الطماطم تحت محفز خاص بالفاكهة، ففضل 60٪ من مختبري التذوق غير المدربين طعم ورائحة الطماطم المعدلة وراثيًا. كانت الثمار تحتوي على حوالي نصف كمية اللايكوبين.

### اللقاحات
يجري فحص الطماطم (جنبًا إلى جنب مع البطاطس والموز والنباتات الأخرى) كوسيلة لتوصيل لقاحات أمنة للاستهلاك الآدمي. وقد أجريت تجارب سريرية على الفئران باستخدام الطماطم التي تعبر عن الأجسام المضادة أو البروتينات التي تحفز إنتاج الأجسام المضادة التي تستهدف فيروسات النوروفيروس، والتهاب الكبد الوبائي، وداء الكلب، ونقص المناعة البشرية، والجمرة الخبيثة، والفيروس المخلوي التنفسي. ويبحث العلماء الكوريون في استخدام الطماطم للتطعيم ضد مرض الزهايمر. قادت هيلاري كوبروفسكي التي شاركت في تطوير لقاح شلل الأطفال مجموعة من الباحثين في دراسة لتطوير طماطم تعبر عن لقاح مأشوب ضد فيروس السارس.

### البحث الأساسي
تُستخدم الطماطم كنموذج حي في البحث العلمي وغالبًا ما يتم تعديلها وراثيًا لزيادة فهم عمليات معينة. فقد استُخدمت الطماطم على سبيل المثال كنموذج في الاستنساخ المستند إلى الخرائط، حيث يجب إنشاء نباتات معدلة وراثيًا لإثبات أن الجين قد عُزل بنجاح. كما حُدّد هرمون الببتيد النباتي السيستمين لأول مرة في نباتات الطماطم، حيث استُخدم التعديل الوراثي لإثبات وظيفته عن طريق إضافة جينات مضادة للحساسية لإسكات الجين الأصلي، أو عن طريق إضافة نسخ إضافية من الجين الأصلي.